# Кэри, Люшиус, 2-й виконт Фолкленд

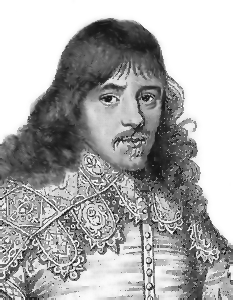
2-й виконт Фолкленд.

Люшиус Кэри, 2-й виконт Фолкленд (англ. Lucius Cary, 2nd Viscount Falkland; 1610 — 20 сентября 1643) — английский политический деятель.
Сын виконта Фолкленда Генри Кэри и Элизабет Кэри. Учился в Дублине и Кембридже; беспутно прожил юность, но затем усердно работал и приобрёл большие знания, учась и путешествуя; обладал огромной памятью и замечательным красноречием. Женившись рано на бедной девушке, Фолкленд вызвал этим крайнее неудовольствие отца; вышла семейная ссора, заставившая Фолкленда переселиться в Голландию, откуда он скоро вернулся, не получил желаемого им назначения и с тех пор жил в сельской тиши, преданный научным занятиям. Ему приписывали сотрудничество в «Religion of Protestants» Чиллингворта: он сочинял стихи, писал политические речи и т. п.
В 1633 году умер его отец, и Фолкленд стал виконтом и камергером. В 1639 году он принял участие в войне против шотландцев, но скоро перешёл на сторону парламентской партии, к которой его привлекал силой своей личности Джон Гампден. В парламент он вступил в 1640 году и резко высказал своё недовольство, когда парламент через 3 недели был распущен за то, что не согласился вотировать субсидий королю раньше исправления злоупотреблений.
В долгом парламенте Фолкленд примкнул к партии, которую организовал Гайд, будущий лорд Кларендон. Её члены считали, что король сделал достаточно для восстановления законного порядка и было бы беззаконием лишить короля тех прав и той власти, какими он пользовался при Тюдорах. Вместе с тем они решили не допускать никаких изменений в отношениях церкви к государству.
Более сложные соображения влияли на лорда Фолкленда. Учёный и талантливый человек, центр кружка, состоявшего из наиболее свободомыслящих людей своего времени, он был руководителем партии латитударианцев, которая в это время все усиливалась под влиянием реакции против догматизма и стояла за свободу религиозного мышления. Система Стюартов не особенно мешала такой свободе; Лауд настаивал, главным образом, на единообразии в практике и обрядах, тогда как настроение пуритан было чисто догматическим и парламент грозил ещё более, чем прежде, сузить пределы умозрительного богословия. Это отдаляло Фолкленда от парламента, а боязнь столкновения с короной, страстная любовь к миру и симпатия к слабым заставляли его бороться за короля. Вокруг Фолкленда и Гайда скоро собралась большая партия, состоявшая частью из рыцарственных натур, частью из людей, испугавшихся быстрого переворота в обществе и опасностей, угрожавших епископальной церкви и короне.
Враг всякого беззакония, от кого бы оно ни шло, Фолкленд беспощадно бичевал злоупотребления агентов короны, жестоко нападал на Страффорда и Финча и много содействовал тому, что у епископов было отнято право голоса в верхней палате (1641). Во время суда над Страффордом в нижней палате возникла мысль осудить его посредством закона, специально для того изданного (bill of attainder); за такой образ действий стоял и Фолкленд. Когда многие стали сомневаться в законности обвинения Страффорда, Фолкленд опроверг их сомнения таким соображением: «Сколько волос нужно положить один на другой, чтоб определить, велик или мал человек, едва ли кто может сказать — но всякий может отличить высокого человека от малорослого, раз он их видит. Так и в данном случае. Сколько незаконных поступков составляют в совокупности понятие государственной измены — это неизвестно, а что такое государственная измена, это мы знаем все, раз мы её видим». Когда после смерти Страффорда отношения между королём и палатой общин обострились до яростной борьбы, мирный характер лорда Фолкленд заставил его уйти в частную жизнь, но сила событий потянула его опять к политической деятельности и приблизила к королю, которому он не верил.
Не теряя надежды на примирение с парламентом, Карл I сделал попытку править при посредстве вождей меньшинства: рядом с Дигби, Кольпеппером и Гайдом был назначен статс-секретарём Фолкленд (1642), но по своему высокому характеру, по своей нравственной чистоте он мало годился для своей должности при данных обстоятельствах. Когда положение короля в Лондоне стало крайне тяжелым вследствие неудачной попытки арестовать пятерых членов парламента, он покинул Лондон, решившись на междоусобную войну. Фолкленд и Кольпеппер, отстранившиеся было от короля при виде насилия, которое он хотел совершить над парламентом, теперь (в конце мая 1642 года) вышли из парламента вместе со всеми другими роялистами (32 пэра и 60 членов палаты общин) и присоединились к Карлу в Йорке, имея, однако, в виду заставить короля отказаться от его воинственных планов; но Фолкленду вскоре пришлось с грустью убедиться, что это невозможно. Храбро сражаясь при Эджгилле и Глостере, он, видимо, искал смерти, которую и нашёл 20 сентября 1643 года в битве при Ньюбери, где бросился в самую густую свалку.

## Комментарии
1. ↑  В ЭСБЭ: Луциус Кэри, виконт Фалькланд.